# Szkoła Średnia im. J.I. Kraszewskiego w Wilnie

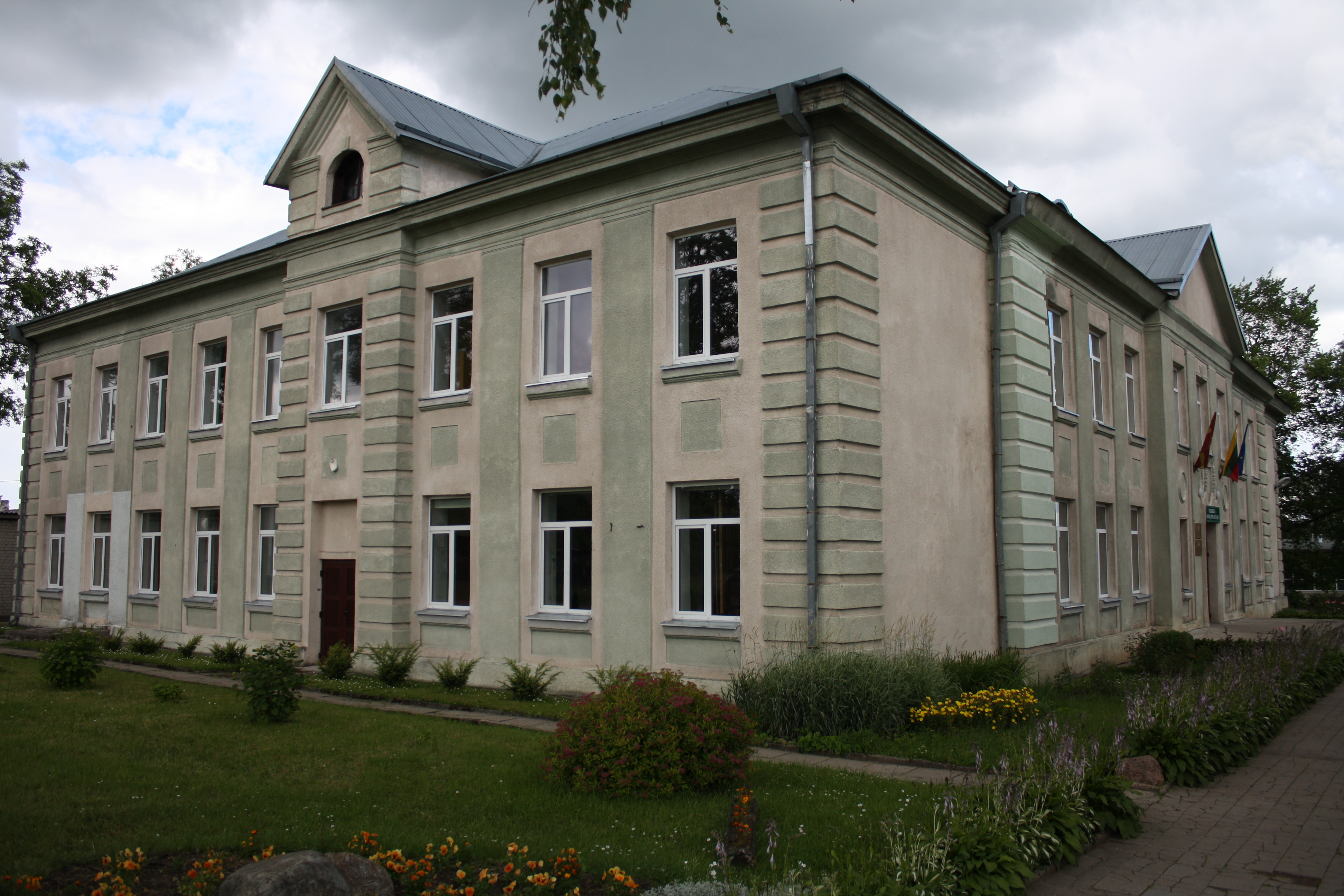
Gimnazjum im. Józefa Ignacego Kraszewskiego w Wilnie

Gimnazjum im. Józefa Ignacego Kraszewskiego w Wilnie (lit. Vilniaus Juzefo Ignacijaus Kraševskio Gimnazija) – wileńska szkoła z polskim językiem wykładowym, mieszcząca się w Nowej Wilejce, wschodniej dzielnicy Wilna, przy ulicy Rugiagėlių (Chabrowej) 15.

## Historia szkoły
Szkoła powstała na bazie utworzonego w 1945 roku w Nowej Wilejce (obecnie dzielnicy Wilna) XXVI Gimnazjum z polskim językiem wykładowym. Przed II wojną światową w miejscu szkoły znajdowało się Państwowe Gimnazjum im. św. Kazimierza.
Nowy budynek szkoły został wybudowany w 1951 r., później kilkukrotnie rozbudowywany, w tym w 1976 r. o halę sportową. W 1954 r. powołano polską szkołę średnią. W 1993 r. szkole nadano nowe imię Józefa Ignacego Kraszewskiego. W 2013 roku szkoła wypracowała sobie akredytację jako gimnazjum. Obecnie naukę pobiera w niej 494 uczniów. W szkole jest zatrudnionych 46 osób. Wszystkie zajęcia odbywają się w języku polskim.

## Dyrektorzy
- 1968 Jan Zakrzewski
- 1991 Czesław Malewski
- 1995 Helena Juchniewicz (absolwentka szkoły)

## Znani absolwenci
- Adam Borzobohaty (Państwowe Gimnazjum im. św. Kazimierza)
- Wojciech Borzobohaty (Państwowe Gimnazjum im. św. Kazimierza)
- Antoni Olechnowicz (Państwowe Gimnazjum im. św. Kazimierza) – 1926
- Sławomir Worotyński (poeta)
- Stanisław Plawgo (artysta malarz)
- Czesław Okińczyc (polityk, prawnik, działacz polskiej mniejszości)